# NRK3
NRK3 är en TV-kanal i Norge, som drivs av NRK och startade den 3 september 2007, med huvudinriktning på personer i åldrarna 15-40 år. Kanalen sänds som marksänd digital-TV, satellit-TV och kabel-TV.
Från den 1 december 2007 sänds barnprogram som NRK Super mellan klockslagen 07.00 och 19.00.

### Fotnoter
1. ↑  Anders Bjartnes (4 september 2007). ”Giske i tre kanaler” (på norska). Dagens næringsliv. http://www.dn.no/meninger/kommentarer/2007/09/04/giske-i-tre-kanaler. Läst 18 juli 2015.